# Tristán Ulloa
Pour les articles homonymes, voir Ulloa et Ulloa (homonymie).
Tristán Ulloa, né le 6 mai 1970 à Orléans, dans le Loiret, est un acteur et réalisateur franco-espagnol.

## Biographie
Tristán Ulloa est né le 6 mai 1970 à Orléans (France).
Il passe son adolescence à Vigo, en Galice. Il a un frère, David Ulloa, qui est réalisateur.
Il est diplômé du Lycée français de Madrid.

### Vie privée
Il est marié à Carolina Román.

## Filmographie

### Cinéma

#### Longs métrages
- 1997 : Ouvre les yeux (Abre los ojos) d'Alejandro Amenábar : Camamero
- 1997 : Memorias del ángel caído de David Alonso et Fernando Cámara : Alberto
- 1998 : La Secte sans nom (Los sin nombre) de Jaume Balagueró : Quiroga
- 1998 : Mensaka (Mensaka, páginas de una historia) de Salvador García Ruiz : Javi
- 1999 : Rewind de Nicolás Muñoz : Pablo
- 1999 : Pleure pas Germaine d'Alain de Halleux :
- 2000 : Marta y alrededores de Nacho Pérez de la Paz et Jesús Ruiz : Julio
- 2001 : Lucia et le Sexe (Lucía y el sexo) de Julio Medem : Miguel Ibáñez
- 2001 : Km. 0 de Juan Luis Iborra : Mario
- 2002 : El lápiz del carpintero d'Antón Reixa : Daniel Da Barca
- 2002 : No debes estar aquí de Jacobo Rispa : Sergio
- 2002 : Volverás d'Antonio Chavarrías : Carlos
- 2002 : Todo menos la chica de Jesús R. Delgado : Le réalisateur
- 2003 : Las voces de la noche de Salvador García Ruiz : Jorge
- 2004 : Couple interdit (El juego de la verdad) d'Álvaro Fernández Armero : Ernesto
- 2005 : Maroa de Solveig Hoogesteijn : Joaquín
- 2006 : Salvador (Puig Antich) de Manuel Huerga : Oriol Arau
- 2006 : El destino de Miguel Pereira : Pedro
- 2007 : Mataharis d'Icíar Bollaín : Iñaki
- 2009 : After d'Alberto Rodríguez : Manuel
- 2009 : Un lugar lejano de José Ramón Novoa : Roque
- 2009 : The Frost de Ferrán Audí : Raúl
- 2009 : Un buen hombre de Juan Martínez Moreno : Vicente
- 2010 : Que se mueran los feos de Nacho G. Velilla : Abel
- 2012 : Astérix et Obélix : Au service de Sa Majesté de Laurent Tirard : Claudius Lapsus
- 2014 : Le Dernier Coup de marteau d'Alix Delaporte : Fabio
- 2016 : Altamira d'Hugh Hudson : Abbé Breuil
- 2017 : Crash Test Aglaé d'Éric Gravel : Clovis
- 2019 : Terminator: Dark Fate de Tim Miller : Felipe Gandal
- 2021 : Enquête sur un scandale d'État de Thierry de Peretti : Le juge à Malaga
- 2020 : Viaje a alguna parte d'Helena de Llanos : Juan Solado
- 2021 : Stoyan de Roberto Ruíz Céspedes : Israel
- 2024 : L'Affaire Asunta, de  Ramón Campos : Alfonso Basterra
- 2025 : Romería, de Carla Simón

#### Courts métrages
- 1999 : Las cabras de Freud de Kike Maíllo : Ángel
- 2004 : Tú la llevas de Rulo Pardo : Un homme
- 2006 : El castigo d'Isabel de Ayguavives : Le petit frère adulte (voix)
- 2006 : El espejo de Lilí Cabrera et Valerio Veneras : Rafa
- 2010 : La recolectora de Sara Mazkiaran : L'ophtalmologue

### Télévision

#### Séries télévisées
- 1997 : Más que amigos : Julio
- 1997 : La vida en el aire : Álex
- 1999 - 2000 : El Comisario : Julio Ponce
- 2005 : D'Artagnan et les Trois Mousquetaires : Louis XIII
- 2009 : Muchachada Nui : Un membre de l'église cosmologique (voix)
- 2010 - 2013 : Gran Reserva : Miguel Cortázar
- 2013 : El tiempo entre costuras : Beigbeder
- 2015 : Les otages du désert (Los nuestros) : Iñaki
- 2016 : La embajada : Bernardo
- 2017 : Narcos : Ernesto Samper
- 2017 - 2018 : Snatch : Maire Ortega
- 2018 : Fariña : Darío Castro
- 2018 : La catedral del mar : Père Albert
- 2020 - 2022 : Warrior Nun : Père Vincent
- 2021 : Jaguar : Riaza
- 2021 : La caza Monteperdido (La caza) : Ángel Campos
- 2023 : La Petite Fille sous la neige (La chica de nieve) : David Luque
- 2023 : Berlin (La casa de papel : Berlín) : Damián Vázquez
- 2024 : L'Affaire Asunta (El caso Asunta) : Alfonso Basterra

#### Téléfilms
- 2005 : Diario de un skin de Jacobo Rispa : Antonio Salas
- 2009 : Otra ciudad de Silvia Quer : Rafa

### Réalisateur
- 2007 : Pudor

## Récompenses
- 1998 : Festival Cinespaña : Meilleur acteur pour Mensaka
- 2003 : Festival international du film de Mar del Plata : Meilleur acteur pour Volverás
- 2014 : Spanish Actors Union : Meilleur acteur dans une série télévisée pour El tiempo entre costuras
- 2014 : Zapping Awards : Meilleur acteur pour El tiempo entre costuras
- 2008 : Festival del Cinema Europeo : Meilleur film européen pour Pudor (partagé avec David Ulloa)
- 2022 : Festival international du film de Boston : Meilleur acteur pour Stoyan
- 2022 : Five Continents International Film Festival : Meilleur acteur principal dans un long métrage pour Stoyan

## Nominations
- 1999 : Prix Goya : Meilleur espoir masculin pour Mensaka
- 1999 : Spanish Actors Union : Meilleur nouvel espoir pour Mensaka
- 2002 : Fotogramas de Plata : Meilleur acteur de cinéma pour Lucia et le Sexe
- 2002 : Prix Goya : Meilleur acteur pour Lucia et le Sexe
- 2004 : Prix Ariel : Meilleur acteur dans un second rôle pour Volverás
- 2007 : Festival International du film de Chicago : Meilleur long métrage pour Pudor (partagé avec David Ulloa)
- 2007 : Festival international du film de Karlovy Vary : Globe de cristal pour Pudor (partagé avec David Ulloa)
- 2007 : Festival du cinéma espagnol de Malaga : Biznaga d'or pour Pudor (partagé avec David Ulloa)
- 2007 : Festival international du film de Varsovie : Grand Prix pour Pudor (partagé avec David Ulloa)
- 2008 : Prix Goya : Meilleur scénario adapté et Meilleur nouveau réalisateur pour Pudor (partagé avec David Ulloa)
- 2008 : Cinema Writers Circle Awards : Meilleur scénario adapté pour Pudor
- 2008 : Cinema Writers Circle Awards : Meilleur acteur pour Mataharis

## Voix francophones
En version française, Thierry Wermuth est la voix régulière de Tristán Ulloa, le doublant dans Les Otages du désert (es), La Petite Fille sous la neige, Berlin ou encore L'Affaire Asunta. En parallèle, il a également été doublé par Diego Asensio dans Terminator: Dark Fate et Yann Guillemot dans Warrior Nun et De parfaites demoiselles.